# Працездатне населення
Працездатне населення — це населення, здатне за своїми фізичними можливостями повноцінно брати участь в суспільній праці. Вікові рубежі працездатного населення у кожній державі через різні суспільно-економічні умови практично пов'язані з деякими традиційними і правовими нормами — цензами віковим, освітнім та ін.
Частка працездатного населення у всьому населенні залежить від вікової структури останнього. У країнах, що розвиваються, ця частка є найменшою, в розвинених капіталістичних країнах досягає 65 % (== Посилання ==)?. У світовій статистиці прийнято рахувати працездатне населення у віці 15—64 років, в 1970 воно склало 58,2 % всього населення світу.
Поняття «працездатне населення» близьке до поняття «трудові ресурси», але останнє не лише передбачає вікову характеристику, але і враховує кваліфікацію, склад професій та ін.
Працездатне населення поділяють на дві групи: економічно активне та економічно пасивне.
До економічно активного населення відноситься та частина населення, яка зайнята суспільно корисною діяльністю, що приносить їй прибуток.
Економічно активне населення — це:
- особи найманої праці;
- самостійні робітники;
- неоплачувані члени сім'ї;
- особи, що тимчасово не працюють з об'єктивних причин (хвороба, відпустка);
- особи, що поєднують навчання з працею в умовах неповного робочого часу;
- учні та особи, що проходять перепідготовку.[2]

Економічно пасивне населення — ті, хто не входять до згаданих категорій, незалежно від віку і статті.
Усіх працездатних поділяють на зайняте населення та безробітних.

## Зайнятість населення
Використання трудових ресурсів характеризується показником зайнятості.
Зайнятість населення являє собою діяльність частини населення щодо створення суспільного продукту (національного доходу). Саме в цьому полягає її економічна сутність. Зайнятість населення — найбільш узагальнена характеристика економіки. Вона відбиває досягнутий рівень економічного розвитку, внесок живої праці в досягнення виробництва. Зайнятість об'єднує виробництво і споживання, а її структура визначає характер їхніх взаємозв'язків.
Соціальна сутність зайнятості відображає потребу людини в самовираженні, а також у задоволенні матеріальних і духовних потреб через дохід, який особа отримує за свою працю.
Розрізняють такі форми зайнятості: повну, неповну, часткову, первинну та вторинну зайнятість.
Повна зайнятість — це діяльність протягом повного робочого дня (тижня, сезону, року), яка забезпечує дохід у нормальних для даного регіону розмірах.
Неповна зайнятість характеризує зайнятість конкретної особи або протягом неповного робочого часу або з неповною оплатою чи недостатньою ефективністю. Неповна зайнятість може бути явною або прихованою.
Явна неповна зайнятість зумовлена соціальними причинами, зокрема необхідністю здобути освіту, професію, підвищити кваліфікацію тощо. Неповну зайнятість можна виміряти безпосередньо, використовуючи дані про заробіток, відпрацьований час, або ж за допомогою спеціальних відбіркових обстежень.
Прихована неповна зайнятість відбиває порушення рівноваги між робочою силою та іншими виробничими факторами. Вона пов'язана, зокрема, зі зменшенням обсягів виробництва, реконструкцією підприємства і виявляється в низьких доходах населення, неповному використанні професійної компетенції або в низькій продуктивності праці.
В Україні прихована неповна зайнятість поки що не регламентована законом. Водночас прихована неповна зайнятість у нашій країні набула загрозливих розмірів.
Часткова зайнятість — це добровільна неповна зайнятість.
Первинна зайнятість характеризує зайнятість за основним місцем роботи.

Якщо крім основної роботи чи навчання ще є додаткова зайнятість, вона називається вторинною зайнятістю.
Види зайнятості характеризують розподіл активної частини трудових ресурсів за сферами використання праці, професіями, спеціальностями тощо. Під час їх визначення враховують:
- характер діяльності;
- соціальна належність;
- галузева належність;
- територіальна належність;
- рівень урбанізації;
- професійно-кваліфікаційний рівень;
- статева належність;
- віковий рівень;
- вид власності.

Окрім цих видів зайнятості, існують ще так звані нетрадиційні, до яких належать: сезонна, поденна та тимчасова зайнятість, зайнятість неповний робочий день.